# Ematurga fallax
Ematurga fallax là một loài bướm đêm trong họ Geometridae.